# Aleiphaquilon rugosum
Aleiphaquilon rugosum är en skalbaggsart som beskrevs av Martins och Maria Helena M. Galileo 1994. Aleiphaquilon rugosum ingår i släktet Aleiphaquilon och familjen långhorningar. Inga underarter finns listade i Catalogue of Life.